# Albánia himnusza
A Hymni i Flamurit Albánia nemzeti himnusza. Szövegét Aleks Stavre Drenova albán költő szerezte. Először költeményként jelent meg 1912-ben, Szófiában a Liri e Shqipërisë (’Albánia Szabadsága’) című albán nyelvű folyóiratban. Ugyanabban az évben Drenova Ëndra e lote (’Álmok és könnyek’) című verseskötetében adták ki, Bukarestben.
A hivatalos himnusz két versszakkal rövidebb az eredeti költeménynél. Zenéjét Ciprian Porumbescu, román zeneszerző szerezte.

## Az első két versszak magyarul
Eskü a zászlóra
A zászló alatt egyesülve, 

Egy vággyal és egy célért, 

Fogadalmunk legyen becsületszó, 

A felszabadító harcra. 
Csak aki árulónak született, 

Marad távol a harctól, 

Aki bátor, nem tétovázik, 

Mártírként esik el a nagy ügyért. 